# 嵐の申し子
『嵐の申し子』は、HBOで放送されたファンタジー・ドラマ・シリーズである『ゲーム・オブ・スローンズ』のシーズン7(第7章、副題『氷と炎の歌』)の第2話である。ブライアン・コグマンによって脚本が書かれ、マーク・マイロッドが監督した。タイトルは、嵐の中で生まれたデナーリスのあだ名”ストームボーン”に由来する。
デナーリスはドラゴンストーンにオレナ、エラリア・サンド、ヤーラらを招いて同盟と戦略を話し合う。ジョンもまたデナーリスとの同盟とドラゴングラスを求めてウィンターフェルを発つ。サーセイはデナーリスとの戦いに備える。アリアはナイメリアに再会する。オールドタウンでは、サムはジョラー・モーモントを治療する。〈狭い海〉の上では、ユーロン・グレイジョイがヤーラの艦隊を奇襲して壊滅させ、ヤーラとエラリアを捕虜にするが、シオンは逃げる。

## あらすじ

### ドラゴンストーンにて
デナーリス(エミリア・クラーク)は自分をドスラク人に売り、暗殺を命令したとヴァリス(コンリース・ヒル)を責める。民衆を思っての行動だと言うヴァリスの弁解を受け入れ、今後も直言をするよう誓わせる。
メリサンドル(カリス・ファン・ハウテン)がドラゴンストーンを訪れて、デナーリスが予言にある”約束の王子または王女”であると言い、ジョン・スノウを招いてホワイト・ウォーカーの話を聞くよう求める。デナーリスは助言を受け入れて、ティリオン(ピーター・ディンクレイジ)に手紙をジョンに送るよう命じる。
デナーリスはオレナ(ダイアナ・リグ)、エラリア・サンド(インディラ・ヴァルマ)、ヤーラ・グレイジョイ(ジェンマ・ウィーラン)、シオン・グレイジョイ(アルフィー・アレン)をドラゴンストーンでの軍議に招く。ティリオンの助言を受けいれ、ドラゴンを使ってキングズランディングを壊滅させようというマーテル家とタイレル家の主張を退ける。両家の軍勢で王都を包囲する一方で、グレイ・ワーム(ジェイコブ・アンダーソン)率いる〈穢れなき軍団〉とドスラク人の軍にラニスター家の本拠キャスタリーロックを攻めさせる戦略を示して支持を得る。オレナはデナーリスに、ティリオンのような賢い男の助言は無視するよう勧める。出発前夜、グレイ・ワーム(ジェイコブ・アンダーソン)とミッサンデイ(ナタリー・エマニュエル)は愛を告白しあい、一夜を過ごす。

### ウィンターフェルにて
デナーリスの意を受けたティリオンの手紙が届き、同盟のためドラゴンストーンにジョン・スノウ(キット・ハリントン)を招待する。さらに、サムからの手紙が届き、ドラゴングラスがドラゴンストーンの地下に埋蔵されていることを知らせる。
罠を疑うサンサ (ソフィー・ターナー)と諸侯の反対を押し切って、ジョンはデナーリスのもとに向かうことを決める。ピーター・ベイリッシュ(エイダン・ギレン)はジョンに近づき、サンサを愛していることを告げるが、ジョンの敵意にさらされる。ジョンはサンサにウィンターフェルを任せ、ダヴォス・シーワース(リアム・カニンガム)と共に出発する。

### キングズランディングにて
サーセイ (レナ・ヘディ)は諸侯を招き、団結してデナーリスと戦うことを訴える。ジェイミー(ニコライ・コスター＝ワルドー)はタイレル家の旗主のランディル・ターリー(ジェームズ・フォークナー)に河間平野を統べる南部総督の地位を約束し、オレナに敵対してサーセイの軍を率いるよう求める。クァイバーン(アントン・レッサー)はサーセイに、ドラゴンを倒すための兵器バリスタを見せる。

### オールドタウンにて
アーチメイスター・エブローズ(ジム・ブロードベント)は〈灰鱗病〉の悪化したジョラー・モーモント(イアン・グレン)に、治療が不可能であると告げ、翌日には退去するよう言う。 サム(ジョン・ブラッドリー)は書物から治療法を見つけるが、エブローズは感染の危険があるため禁止する。ジョラーはデナーリスに遺書をしたためる。サムは密かにジョラーの部屋に行き、ジョラーの父で〈冥夜の守り人〉の総帥であったジオー・モーモントの思い出を語り、病に冒された皮を剥ぎ軟膏を塗る治療を行う。

### リヴァーランドにて
アリア(メイジー・ウィリアムズ)は街道の宿屋でホット・パイと再会し、ジョン・スノウがウィンターフェルを取り戻したことを聞いて北に向かう。狼の群れに囲まれるが、群れを率いるダイアウルフのナイメリアはアリアを認めて去る。

### 〈狭い海〉にて
ヤーラ・グレイジョイ(ジェンマ・ウィーラン)とシオン・グレイジョイ(アルフィー・アレン)の率いる艦隊はエラリア・サンド(インディラ・ヴァルマ)と〈砂蛇〉らを乗せてドーンに向かう。夜、ユーロン・グレイジョイ(ピルウ・アスベック)の艦隊が奇襲し、ユーロン自らが兵を率いてヤーラの船に斬り込む。オバラ(ケイシャ・キャッスル＝ヒューズ)とナイメリア(ジェシカ・ヘンウィック)を殺し、エラリアとタイエニー(ロザベル・ラウレンティ・セラーズ)を捕えさせる。ヤーラを捕えシオンを挑発するが、シオンは海に飛び込んで逃げる。ヤーラの艦隊は壊滅し、船首からオバラとナイメリアの死体が吊るされる。

## 製作

### 脚本
原作者との話し合いにより、未刊の原作に基づいて脚本が書かれた。ブライアン・コグマンにとっては10話目の脚本である。

### キャスティング
ホットパイ役のBen Hawkeyはシーズン4以来の出演となる。リカーリングキャストのオバラ・サンドを演じるケイシャ・キャッスル＝ヒューズとナイメリア・サンドを演じるジェシカ・ヘンウィックは最後の出演となる。

## 評判

### 視聴者数
本エピソードの初回放送は全米で927万人に視聴され、18-49才の視聴率は4.33%を記録して同夜の全ケーブルテレビ番組で最高視聴率となった。

### スターチャンネルの映像品質問題
日本のスター・チャンネルにおける初回およびその後数回の再放送においては映像品質に問題があることが発表された。

## 参照
1. ↑  Porter, Rick (2017年7月25日). “Sunday cable ratings: 'Phelps vs. Shark' strong, 'Game of Thrones' boosts 'Ballers,' 'Insecure'”. TV by the Numbers. 2017年7月25日閲覧。